# Trond Wåland
Trond Wåland (* 23. April 1970) ist ein norwegischer Badmintonspieler. 

## Karriere
Trond Wåland gewann in Norwegen über 20 nationale Titel. International siegte er bei den Portugal International und den Norwegian International. 1991, 1993 und 1995 nahm er an den Badminton-Weltmeisterschaften teil.

## Sportliche Erfolge
| Saison | Veranstaltung                                | Disziplin    | Platz | Name                                           |
| ------ | -------------------------------------------- | ------------ | ----- | ---------------------------------------------- |
| 1985   | Norwegische Meisterschaft U16                | Herrendoppel | 1     | Øystein Larsen / Trond Wåland, Kristiansand BK |
| 1986   | Norwegische Meisterschaft U16                | Herreneinzel | 1     | Trond Wåland, Kristiansand BK                  |
| 1987   | Norwegen: Einzelmeisterschaften der Junioren | Mixed        | 1     | Trond Wåland / Nina Evensen                    |
| 1988   | Norwegen: Einzelmeisterschaften der Junioren | Mixed        | 1     | Trond Wåland / Monica Lund                     |
| 1989   | Portugal International                       | Herrendoppel | 1     | Oystein Larsen / Trond Wåland                  |
| 1991   | Norwegen: Einzelmeisterschaften              | Mixed        | 1     | Trond Wåland / Camilla Silwer                  |
| 1991   | Weltmeisterschaft                            | Herrendoppel | 33    | Oyvind Berntsen / Wåland                       |
| 1992   | Norwegen: Einzelmeisterschaften              | Mixed        | 1     | Trond Wåland / Camilla Silwer                  |
| 1993   | Norwegian International                      | Mixed        | 1     | Trond Wåland / Camilla Silwer                  |
| 1993   | Norwegen: Einzelmeisterschaften              | Mixed        | 1     | Trond Wåland / Camilla Silwer                  |
| 1994   | Norwegen: Einzelmeisterschaften              | Herrendoppel | 1     | Trond Wåland / Erik Lia                        |
| 1994   | Norwegen: Einzelmeisterschaften              | Mixed        | 1     | Trond Wåland / Camilla Silwer                  |
| 1995   | Norwegen: Einzelmeisterschaften              | Mixed        | 1     | Trond Wåland / Camilla Silwer                  |
| 1995   | Norwegen: Einzelmeisterschaften              | Herrendoppel | 1     | Trond Wåland / Erik Lia                        |
| 1996   | Norwegen: Einzelmeisterschaften              | Herrendoppel | 1     | Trond Wåland / Erik Lia                        |
| 1996   | Norwegen: Einzelmeisterschaften              | Mixed        | 1     | Trond Wåland / Camilla Silwer                  |
| 1996   | Finnish International                        | Mixed        | 2     | Trond Wåland / Camilla Wright                  |
| 1997   | Norwegen: Einzelmeisterschaften              | Mixed        | 1     | Trond Wåland / Camilla Wright                  |
| 1997   | Norwegen: Einzelmeisterschaften              | Herrendoppel | 1     | Trond Wåland / Jim Ronny Andersen              |
| 1998   | Norwegen: Einzelmeisterschaften              | Mixed        | 1     | Trond Wåland / Sissel Linderoth                |
| 1998   | Norwegen: Einzelmeisterschaften              | Herrendoppel | 1     | Trond Waaland / Jim Ronny Andersen             |
| 1999   | Norwegen: Einzelmeisterschaften              | Mixed        | 1     | Trond Wåland / Camilla Wright                  |
| 2000   | Norwegen: Einzelmeisterschaften              | Mixed        | 1     | Trond Wåland / Camilla Wright                  |
| 2000   | Norwegen: Einzelmeisterschaften              | Herrendoppel | 1     | Trond Wåland / Erik Lia                        |
| 2001   | Norwegen: Einzelmeisterschaften              | Herrendoppel | 1     | Trond Wåland / Erik Lia                        |
| 2003   | Norwegen: Einzelmeisterschaften              | Herrendoppel | 1     | Trond Wåland / Kristian Larsen                 |
| 2004   | Norwegen: Einzelmeisterschaften              | Herrendoppel | 1     | Trond Wåland / Jim Ronny Andersen              |
| 2005   | Norwegen: Einzelmeisterschaften              | Mixed        | 1     | Trond Wåland / Anita Elson                     |